# Анатолій Дімаров
Анатолій Дімаров (при народженні Анатолій Андроникович Гарасюта; 17 травня 1922, хутір Гарацьки, Полтавська область — 29 червня 2014, Київ, Україна) — український письменник.
Удостоєний Шевченківської премії 1981 року в галузі літератури за другий том роману «Біль і гнів» (1 том: 1974; 2 том: 1980).

## Життєпис

### Дитинство і юність
Народився 17 травня 1922 року на хуторі Гараськи (Гарасюти) на Шишаччині, що в Полтавській області. Його батько, Андроник Федорович Гарасюта, був одружений з дочкою священика. Це був трудолюбивий господар, мав велике господарство, чимало землі, просторий, добротний будинок під залізом. Згодом його оголосили куркулем. Дімаров часто згадував, як розкуркулювали його сім'ю: « Вночі прибіг голова сільради й каже: „Андроник Федорович, сховайте кудись свою жінку, бо вранці прийдуть вас розкуркулювати. Жінку вивезуть у Сибір, пропаде там з дітьми“. Батько надів на мене, шестирічного, рюкзак, мама взяла на руки трирічного братика, і ми пішли в ніч. Добралися до села біля Псла, де мамина приятелька жила. Батька розкуркулили, розтягли все…».
«Мені шлях у світ був категорично закритий. І моя нещасна свята мама заради нас, двох дітей, відмовилася від особистого життя. Поїхала в Миргород, знайшла своїх подруг, з якими вчилася в гімназії, і благала їх, щоб засвідчили в Миргородському суді, що вона загубила метрики дітей і що ми — діти вчителя Дімарова, який загинув. Відтоді я й став Дімаров, а не Гарасюта, — розповідав пізніше письменник. — Я нікуди не міг піти, навіть у комсомол, боявся, що почнуть вивчати мою біографію й докопаються, що я син куркуля».
У дитинстві Анатолій пережив Голодомор в Україні 1932—1933 років, все життя згадував, як мама пекла млинці з цвіту акації.
Так як в селі, де жила родина, під час Голодомору померли майже всі діти, то школу закрили. Бажаючи, щоб її діти отримали освіту, мати письменника вирішила переїхати до своєї сестри, що вчителювала у селищі Попівка (зараз Зарічне Донецької області). Після закінчення середньої школи в 1940 р. був мобілізований до армії. З початком Другої світової війни воював у складі 371 стрілецького полку 130 стрілецької дивізії на Південно-Західному фронті. Поблизу Могильова 17 липня 1941 року отримав важке поранення, після лікування опинився на окупованій території. Став командиром партизанського загону, який базувався поблизу селища де жила мати. Мав кілька поранень і контузій, отримав інвалідність у молодому віці. Нагороджений орденами і медалями.
У 1944 році він приїхав до Луцька, де прожив шість років. І саме там, як зізнався письменник, у ньому пробудилася національна свідомість. «У мене до того ніколи не сиділо в душі, що я — українець!»

### Освіта та початок літературної творчості
У повоєнні роки працював у газеті «Радянська Волинь». У 1949 році він видав першу збірку оповідань «Гості з Волині»; згодом після закінчення навчання, Дімаров видасть цілу низку збірок оповідань.
Впродовж 1950—1951 років Анатолій Дімаров навчався в літературному інституті імені Максима Горького у Москві, згодом перевівся й закінчував навчання у 1951—1953 роках вже у Львівському педагогічному інституті. Закінчивши навчання, працював редактором у видавництвах України. Був на редакційній роботі в газетах «Радянська Україна», «Радянська Волинь», працював головним редактором Львівського обласного видавництва «Радянський письменник».
Перші романи Анатолія Дімарова з'явилися наприкінці 1950-их років, і в наступні роки він видав цілу плеяду успішних романів, зокрема «Його сім'я» (1956), «Ідол» (1961), «І будуть люди» (трьома книгами, 1964, 1966, 1968) та «Біль і гнів» (двома книгами, 1974, 1980) тощо. За другий том «Болі і гніву» Дімаров був нагороджений Шевченківською премією.
У своїх творах письменник не боявся змальовувати часи примусової колективізації, голодомору 1932—1933, масові репресії — відрізки історії, на які було накладено суворе табу. Та редактори й цензура працювали вправно: викреслювали цілі абзаци, обривали сюжетні лінії. Насамперед ідеться про його романи «І будуть люди» (1964—1968) та «Біль і гнів» (1974—1980 роки) — історичну епопею про український народ, його долю у XX столітті. Як результат — з обох творів вилучено десь третину роману.
Анатолій Дімаров написав кілька книжок для дітей: «Блакитна дитина», «На коні і під конем», «Про хлопчика, який не хотів їсти», «Для чого людині серце», «Друга планета», «Тирлик» тощо.
В оповіданні з казковою формою «Для чого людині серце» йдеться про плем'я дерев'яних чоловічків, які «не мали сердець, тому не могли ні любити, ані ненавидіти, не знали, що таке радість і гнів, злість або співчуття». Але доля звела одного з чоловічків із лікарем, який збирав серця померлих людей. Він і подарував дерев'яному чоловічку серце доброї людини. Отримавши це серце, колись байдужий до всього чоловічок навіть жертвує своїм життям заради того, щоб врятувати хлопчика, який замерзає у лісі. Цим оповіданням письменник підкреслює, що тільки серце відрізняє справжню Людину від дерев'яного чоловічка, дає можливість насолоджуватись життям, навіть жертвувати ним заради іншої людини, що саме серце є справжнім багатством людської душі.
Про своє творче кредо письменник говорив так:
|  | Я б ніколи, мабуть, не став би педагогом, бо не люблю повчати людей. Я писав твори не для того, щоб вони втовкмачували вічні цінності, як люблять про це говорити деякі поважні метри, а щоб людина взяла мою книжку, забула про негаразди і їй трошки полегшало на душі від того, що вона прочитала. Оце моє основне завдання. |

Книжки прозаїка перекладалися англійською, французькою та багатьма іншими іноземними мовами.
Упродовж 65 років Анатолій Дімаров був членом спілки письменників України, обирався членом Ради і членом Президії Національної спілки письменників України. Його творчість була поцінована високими літературними преміями та урядовими нагородами.

### Останні роки й смерть

Могила Анатолія Дімарова, Байкове кладовище

У 2012 році Анатолій Дімаров відмовився від ордена Ярослава Мудрого IV ступеня, яким його нагородив тодішній президент України Віктор Янукович. І пояснив, що «письменник повинен перебувати в опозиції до будь-якої влади, хоч якою вона була б. І сприймати урядову нагороду як спробу його підкупити». Вважав, що «не може прийняти з рук людей, які штовхають країну у прірву».
Навесні 2012 року разом із журналістами й репортерами радіо-телестудії Суспільне Полтава, своєю дружиною Євдокією Несторівною, друзями, Анатолій Дімаров побував на місці батьківського хутора, відвідав шишацький рід Гарасют.
В останні роки життя страждав на онкологічне захворювання. Помер у клінічній лікарні «Феофанія» 29 червня 2014 року на 93-му році життя. Похований поруч із могилами матері та дружини на Байковому кладовищі (ділянка № 33).
У Шишацькому краєзнавчому музеї (Шишаки, Полтавська область, вул. Корніліча, 22) зберігаються фото із сімейного архіву, особисті речі письменника.

### Родина
Друга дружина — науковиця Євдокія Дімарова (1924—2021), кандидат фізико-математичних наук, понад 40 років — викладачка Київського політехнічного інституту. Виховали сина. Від першого шлюбу у Анатолія Дімарова є донька.

## Захоплення
Хобі Анатолія Дімарова — колекціонувати каміння. У творах письменник не раз звертається до теми каміння (зокрема, в повісті «Вершини», «Поемі про камінь»). Його захоплення мінералами почалося ще в 1955 році на кримському Кара-Дазі. Пізніше були Ала-Тау, Алтай, Забайкалля, Кавказ, Памір, Тянь-Шань, Урал. За словами письменника, його охопила «кам'яна лихоманка». І він вважає цю «хворобу» невиліковною. Робочий кабінет Дімарова схожий на геологічний музей. Тут багато зразків агатів, сердоліків і сардоніксів усюди: на поличках, столі, в шафах. На стінах — картини в камені, які Дімаров творить власноруч. Письменник мав велику колекцію прикрас із різноманітним камінням, зібраним власноруч у горах.

## Літературна творчість

Фото Анатолія Дімарова у 1981 році з нагоди нагородження Шевченківською премією

Дімаров є автором збірок оповідань та новел «На волинській землі», «Волинські легенди», «Через місточок» (1957), «Жінка з дитиною», «Зінське щеня» (1969) тощо. Перші романи та повісті Дімарова з'явилися наприкінці 1950-их років, зокрема він видав такі романи та повісті як «Дві Марії» (1951), «Його сім'я» (1956), «Син капітана» (1958), «Ідол» (1961), «І будуть люди» (1964, 1966, 1968), «Біль і гнів» (1974, 1980), «Постріли Уляни Кашук» (1978), «Сільські історії» (1987), «Містечкові історії» (1987), «Боги на продаж. Міські історії» (1988) тощо. Окрім дорослої прози, Дімаров також написав кілька книжок для дітей: «Блакитна дитина», «На коні і під конем», «Про хлопчика, який не хотів їсти», «Для чого людині серце», «Друга планета», «Тирлик» тощо.
Загалом творчий доробок письменника становить кілька десятків томів. За другий том роману «Біль і гнів» (1974, 1980) Дімаров був нагороджений Шевченківською премією.

### Романи «І будуть люди» та «Біль і гнів»
«І будуть люди» — роман-епопея про українців Полтавщини в перше десятиліття радянської окупації 1920-их років. Назва роману походить з останнього рядка віршу Тараса Шевченка «І Архімед, і Галлілей»: «а буде син, і буде мати, // і будуть люди на землі».
У 1964—1968 роках роман «І будуть люди» вийшов в обрубаному десь на третину варіанті трьома окремими книгами (так само обрубаною була версія всіх трьох книг під однією палітуркою, що вийшла у 1974 році). Цензура повикреслювала цілі розділи роману.
У романі «Біль і гнів» описується боротьба українців у часи II Світової війни у складні часи 1940-их років, коли окупація країни змінилася від одного поневолювача на іншого. Саме у часи II світової війни відбувся перехід частини українських земель від російсько-радянської імперії до нацистської Німеччини. У книзі простежуються долі багатьох персонажів, знайомих читачам з попереднього твору письменника «І будуть люди».
У 1974—1980 роках роман «Біль і гнів» вийшов в обрубаному десь на третину варіанті двома окремими книгами (так само обрубаною була версія всіх двох книг під однією палітуркою, що вийшла у 1984 році). Цензура повикреслювала цілі розділи роману.
Лише у 2004 році Дімаров зумів перевидати роман «Біль і гнів» у первісному вигляді у київському видавництві «Україна», а у 2006 році у первісному варіанті було перевидано роман І будуть люди у київському видавництві «Фенікс». Це перше повне видання обох романів, де повернуто розділи викреслені російсько-радянськими цензорами. Ось цитата з книги спогадів Дімарова «Прожити й розповісти», вперше виданої двома томами у 1997—1998 році (тобто ще до виходу нецензурованої версії «Біль і гнів» (2004) та «І будуть люди» (2006)) та пізніше перевиданої у 2012 році: «Вирішив подати на перевидання „І будуть люди“ та „Біль і гнів“. Відновивши все, що повикреслювали редактори та цензори протягом безнадійної з ними війни… Каторжна впродовж двох років робота. … Понад 1000 сторінок поновлені, передруковані наново, вичитані і, нарешті, подані до видавництва…Підписали до друку і на тому заглухло. Коли мені повідомили, що двотомник так і не буде виданий, я вимолив у працівників видавництва обидва романи, уже набрані та зброшуровані: „Все одно ви рано чи пізно здасте їх в макулатуру.“ І зараз єдине, що мені залишається, це втішитися думкою, що маю раритет: двотомник, виданий всього у двох примірниках.»

### Неопалима купина/Чорний ворон (зі збірки В тіні Сталіна)
В основі роману Чорний ворон лягла правдива історія з життя українця Григорія Нудьги, колишнього колимського в'язня, з яким Анатолій Дімаров заприятелював ще у Львові. Анатолій Дімаров згадував, що писав роман лише місяць і з «невимовним відчуттям вільного, не скутого кайданами страху польоту». Сам роман було написано ще у 1960-их, але через різні обставини друком він з'явився лише наприкінці 1980-их.
Коли Дімаров закінчив написання роману «Чорний ворон» у 1960-их, він був переконаний, що роман, у який він в образі молодшого лейтенанта Калинки вивів мужнього Григорія Нудьгу, обов'язково надрукують і в Києві, і в Москві в російському перекладі в журналі «Новый мир». Друк роману «Чорний ворон» вже було схвалено й набрано для друку в журналі «Вітчизна», автор навіть вичитав гранки, а позитивні відгуки на рукопис роману написали М. Ігнатенко та П. Загребельний. Однак через цензуру роман так і не надрукували в «Вітчизні», все що вдалося надрукувати — це невеличкий уривок у 1962 році у «Літературній Україні», який було надруковано завдяки лобіюванню Павла Загребельного.
Більше двадцяти років цей роман пролежав в письменницькому столі і лише через більш як двадцятирічне перебування «у шухляді», у 1989 року в Мельбурні роман «Неопалима купина», вже під назвою «Чорний ворон», було надруковано англійською мовою у перекладі Юрія Ткача у збірці «In Stalin's Shadow» (Melbourne, 1989). Й лише через рік після видання англійською, нарешті роман з'явилася й українською у 1990 році, коли варіант австралійської збірки надрукувало київське видавництво «Дніпро» у своїй власній збірці «В тіні Сталіна» виданій в серії «Романи і повісті».

## Вшанування пам'яті
Український інститут національної пам'яті в рамках відзначення 83-х роковин Голодомору в Україні у листопаді 2016 року вніс його ім'я до проєкту «Незламні», як відзначення на державному рівні 15 видатних людей, що пройшли через страшні 1932—1933 роки та змогли реалізувати себе.
9 листопада 2023 року у Києві на честь письменника було названо Бібліотеку сімейного читання імені Анатолія Дімарова.

### Топоніми
22 червня 2023 року у місті Ірпінь вулицю Сім'ї Сосніних перейменували на вулицю Анатолія Дімарова.
У місті Дніпро вулицю Паустовського перейменували на вулицю Анатолія Дімарова.
У селі Абазівка Полтавської області вулицю Партизанську перейменували на вулицю Анатолія Дімарова.
У селищі Шишаки Полтавської області вулицю Павлика Василя перейменували на вулицю Анатолія Дімарова.

### Окремі видання
Романи
На коні і під конем (1957—1968)
- Через місточок. З дитячих вражень: Кн. 1. Львів: Книжно-журнальне видавництво. 1957. 51 стор.
- Блакитна дитина: Кн. 2. Київ: Веселка. 1968. 180 стор.
- На коні і під конем: Кн. 1-2. // Анатолій Дімаров. На коні і під конем. Док. Київ: Молодь. 1973. 214 стор.: С. ?-?

Його сім'я (1956)
- Його сім'я. Київ: Радянський письменник. 1956. 288 стор.
- Його сім'я. Київ: Радянський письменник. 1959. 300 стор.
- Його сім'я // Анатолій Дімаров. Його сім'я. Ідол. Київ: Радянський письменник. 1966. 516 стор.: С. ?-?

Ідол (1961)
- Ідол. Київ: Радянський письменник. 1961. 356 стор.
- Ідол. Київ: Радянський письменник. 1962. 328 стор.
- Ідол // Анатолій Дімаров. Його сім'я. Ідол. Київ: Радянський письменник. 1966. 516 стор.: С. ?-?

І будуть люди (1964—1968)
- І будуть люди: Роман у 3 кн.: Кн. 1. Київ: Радянський письменник, 1964. 313 стор.
- І будуть люди.: Роман у 3 кн.: Кн. 2. Київ: Радянський письменник, 1966. 278 стор.
- І будуть люди.: Роман у 3 кн.: Кн. 3. Київ: Радянський письменник, 1968. 176 стор.

- І будуть люди: Роман у 3 кн.: Кн. 1-3. Київ: Дніпро, 1977. 648 стор.
- І будуть люди:: Роман у 3 кн.: Кн. 1-3. Київ: Фенікс, 2006. 760 с. (прим.: без російсько-радянської цензури)
  - (передрук) І будуть люди: Роман у 3 кн.: Кн. 1-3. Харків: Фоліо, 2021. 976 с. ISBN 9789660395930 (прим.: без російсько-радянської цензури)

Біль і гнів (1974—1980)
- Біль і гнів: Роман у 2 кн.: кн. 1. Київ: Радянський письменник, 1974. 467 стор.
- Біль і гнів: Роман у 2 кн.: Кн. 2. Київ: Радянський письменник, 1980. 392 стор.
  - (передрук) Біль і гнів: Роман у 2 кн.: Кн. 2. (Початок) Київ: Дніпро, 1980. 191 стор. (серія «Романи й повісті». 1980 рік. Випуск № 1.)
  - (передрук) Біль і гнів: Роман у 2 кн.: Кн. 2. (Закінчення) Київ: Дніпро, 1980. 184 стор. (серія «Романи й повісті». 1980 рік. Випуск № 2.)

- Біль і гнів: Роман у 2 кн.: Кн. 1-2. Київ: Дніпро, 1984. 871 стор.
- Біль і гнів: Роман у 2 кн.: Кн. 1-2. Київ: Україна, 2004. 928 стор. (прим.: без російсько-радянської цензури)
  - (передрук) Біль і гнів: Роман у 2 кн.: Кн. 1. Харків: Фоліо, 2021. 800 с. ISBN 9789660397422 (прим.: без російсько-радянської цензури)
  - (передрук) Біль і гнів: Роман у 2 кн.: Кн. 2. Харків: Фоліо, 2021. 669 с. ISBN 9789660397439 (прим.: без російсько-радянської цензури)

Неопалима купина/Чорний ворон (1989)
- Чорний ворон: роман // В тіні Сталіна. Київ: Дніпро, 1990. 174 стор.: С. 49-119[21]

Автобіографічні нехудожні книги
Прожити і розповісти
- Прожити і розповісти: Повість про сімдесят літ. у 2 книгах: кн. 1. Київ: Дніпро, 1997. 319 стор. ISBN ?
- Прожити й розповісти: Повість про сімдесят літ. у 2 книгах: кн. 2. Київ: Дніпро, 1998. 295 стор. ISBN ?
- Прожити й розповісти. у 2 книгах: кн. 1-2. Київ: Дніпро, 2012. 831 стор. ISBN 9789665782346
- Прожити й розповісти. у 2 книгах: кн. 1-2. Київ: Український пріоритет, 2017. 672 стор. ISBN 978-617-7398-39-3

Решта книг
- Гості з Волині. — Львів, 1949. — 48 с.
- На волинській землі. — Львів, 1951. — 160 с.
- Син капітана. — К., 1958 — 224 с.
- Жінка з дитиною. — К., 1959. — 300 с.
- Поверніть мені нареченого. — Львів, 1961. — 43 с.

- Зінське щеня: Сільські історії. — К., 1969. — 270 с.
- На поруки: Повісті. — К.: Дніпро, 1972. — 440 с.
- На коні й під конем: Повісті. — К.: Молодь, 1973. — 214 с.
- Постріли Уляни Кащук. — К., 1976. — 208 с.
- Постріли Уляни Кащук: Сільські історії. — К.: Радянський письменник, 1978. — 534 с.
- Друга планета. — К., 1980. — 296 с.
- На коні й під конем. — К., 1981. — 320 с.
- Вибрані твори: Кн. 1-2. — 1982.
- Три наречені для тата: Містечкові історії. — К.: Дніпро, 1982. — 184 с.
- Містечкові історії. — К., 1983. — 558 с.
- Вершини. — К.: Радянський письменник, 1986. — 190 с.
- Містечкові історії. — К., 1987. — 557 с.
- Сільські історії. — К.: Дніпро, 1987. — 537 с.
- Українська вендета: Повісті. — К.: Дніпро, 1995. — 248 с.
- Боги на продаж: Міські історії. — К.: Радянський письменник, 1988. — 512 с.
- Самосуд: Повісті, оповідання, етюди. — К.: Український письменник, 1999. — 221 с.
- Зблиски: Оповідання та повісті. — К.: Ярославів Вал, 2002. — 512 с.
- Друга планета. — К.: Школа, 2006. — 304 с.
- Єврейські повісті. — К.: Фенікс, 2007. — 174 с.
- Через місточок. — К.: Щек, 2007. — 96 с.
- Божа кара: повісті, оповідання, етюди. — К.: Український письменник, 2009. — 427 с.
- На коні й під конем: повість. — Х.: Фоліо, 2009. — 319 с.
- Син капітана: Повість // Київ. — 2009. — № 10. — С. 21-106.
- Для чого людині серце. Київ: Український пріоритет. 2012. 16 стор. ISBN 978-966-2669-25-1
- Душа жіноча. Київ: Український пріоритет. 2013. 360 стор. ISBN 978-966-2669-34-3

### Зібрання творів
- Анатолій Дімаров. Вибрані твори у 2 томах. Київ: Дніпро. 1982. 536 стор. (Т.1), 616 стор. (Т.2)
  - Том 1: Його сім'я, Ідол
  - Том 2: Син капітана, Док, На коні й під конем

### Як редактор
- Любов Забашта. Драматичні твори. Редактор: Анатолій Дімаров. Київ: Радянський письменник. 1963. 313 стор.
- Григір Тютюнник. Вибрані твори. Редактор: Анатолій Дімаров; передмова: Борис Олійник. Київ: Радянський письменник. 1981. 605 стор.
- Остап Вишня. Твори у 4 томах. Відповідальний редактор: Анатолій Дімаров. Київ: Дніпро. 1988. 460 стор.
- Володимир Яворівський. Твори у 2 томах. Київ: Фенікс. Передмова: Леонід Талалай; післямова: Василь Шкляр, Анатолій Дімаров, Михайло Слабошпицький. 2007. ? стор. (Т.1), ? стор. (Т.2) ISBN 9789666514786, ISBN 9666514788 / ISBN 9789666514793, ISBN 9666514796 / ISBN 9789666514809, ISBN 966651480X
  - Том 1: Вічні Кортеліси, Оглянся з осені, А тепер іди
  - Том 2: А яблука падають, Новели, П'ять імен, Автопортрет з уяви

### Переклади творів інших письменників на українську
- Григорій Глазов, Едуард Ростовцев. Приватне доручення. Пер. з рос.: Анатолій Дімаров; Художник: О.Александров. Київ: Радянський письменник, 1959. 271 стор.

### Переклади власних творів іншими мовами
На англійську
- Anatoly Dimarov. Across the bridge. Melbourne: Molod. Translated from the Ukrainian by Yuri Tkach. 1977. 198 p. ISBN 9780959635607
- Anatoly Dimarov. In Stalin's Shadow [Архівовано 10 серпня 2019 у Wayback Machine.]. Melbourne: Bayda Books. Translated from the Ukrainian by Yuri Tkach. 1989. 199 p. ISBN 9780908480227
- Anatoly Dimarov et. al. Heart in flames [Архівовано 28 жовтня 2020 у Wayback Machine.]. Kyiv: Dnipro Publishers. Translated from the Ukrainian by Oles Kovalenko adn Vasyl Baryshev. 1990. 228 p. ISBN 9785308007678
- Anatoliy Dimarov. Broken wings: selected prose fiction. Translated into English from Ukrainian by Roma Franko; edited by Sonia Morris. Saskatoon: Language Lanterns Publications, 2001. 316 p. ISBN 9780968389966[22]
- Anatoliy Dimarov, Yevhen Hutsalo, Olena Zvychayna. A Hunger Most Cruel: The Human Face of the 1932—1933 Terror-Famine in Soviet Ukraine. Translated into English from Ukrainian by Roma Franko; edited by Sonia Morris. Saskatoon: Language Lanterns Publications, 2002. 288 p. ISBN 9780968389973

## Нагороди
- 1982 рік — Лауреат Державної премії України імені Т. Г. Шевченка, за другий том роман у двох томах «Біль і гнів» (том 1: 1974; том 2: 1980). Опісля Дімаров був розчарований, що Шевченківський комітет надав нагороду саме за другий том роману «Біль і гнів» що вийшов у 1980-му році, тим самим замовчавши існування першого тому який вийшов ще у 1974 році.[9][23]
- 13 жовтня 2006 року — Орден князя Ярослава Мудрого V ст. «за вагомий особистий внесок у розвиток української літератури, багаторічну плідну творчу працю та активну громадську діяльність»[24]
- 17 травня 2012 року — Президент України Віктор Янукович підписав Указ про нагородження Анатолія Дімарова орденом князя Ярослава Мудрого IV ступеня за значний особистий внесок у розвиток національної літератури, вагомі творчі здобутки, багаторічну плідну діяльність.[25] Анатолій Дімаров відмовився прийняти нагороду. У своїй заяві 90-річний письменник зазначив, що відмовляється від нагороди, оскільки «Письменник повинен бути в опозиції до будь-якої влади, якою б вона не була. І сприймати урядову нагороду як спробу його підкупити. Тим більше не можу прийняти цю нагороду з рук людей, які штовхають мою Україну у прірву».[26][27]
- Відзнака «Золотий письменник України», 2012[28].
- 5 грудня 2012 року Святійший Патріарх Філарет нагородив Анатолія Дімарова Орденом Христа Спасителя.